# Korpskommandogebäude Wien

Das Korpskommando-Gebäude

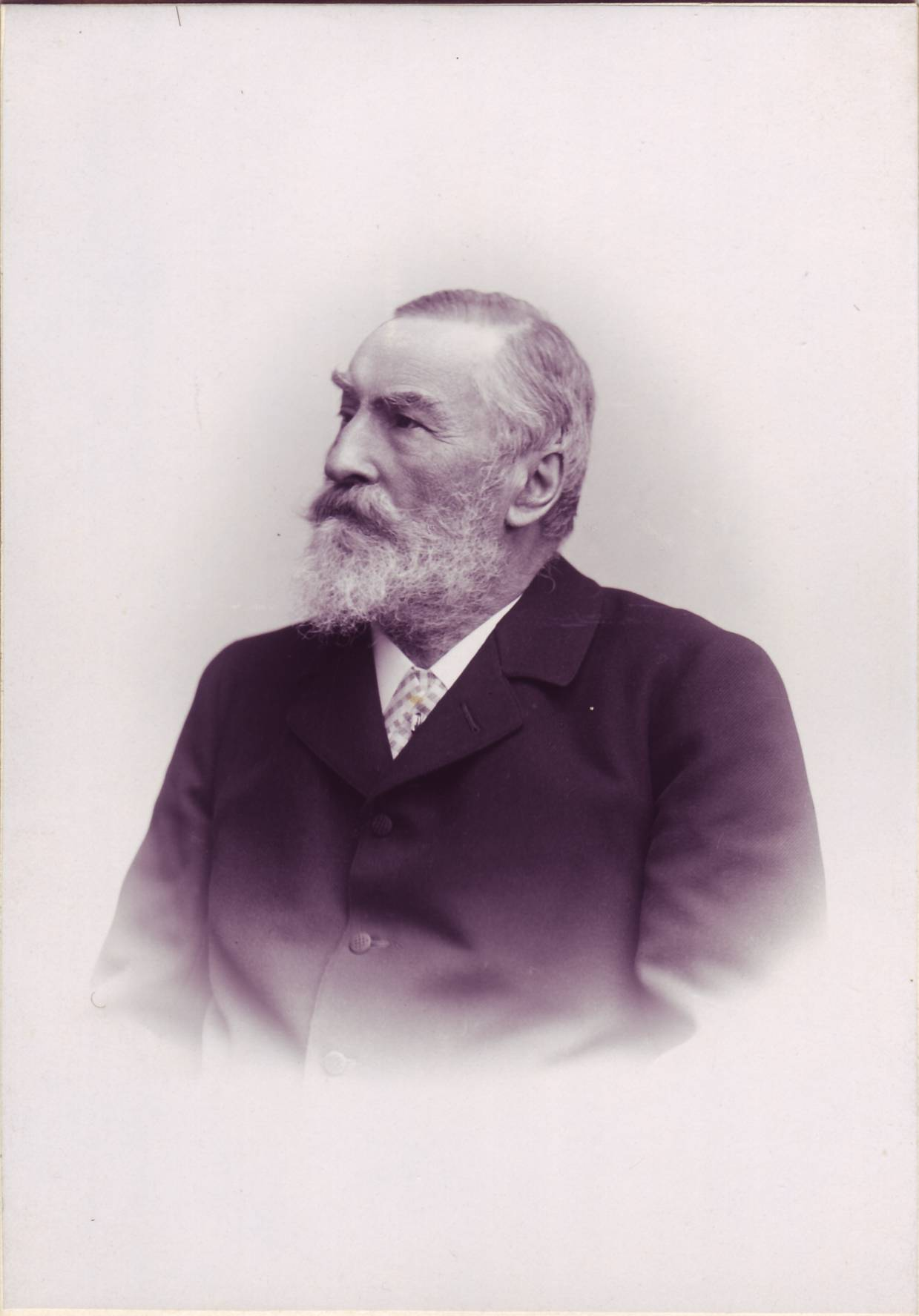
Carl Wilhelm von Doderer

Das Korpskommandogebäude Wien befand sich im 1. Wiener Gemeindebezirk auf dem Grundstück Universitätsstraße, Ebendorferstraße, Liebiggasse und Rathausstraße.
Erbaut wurde es in den Jahren 1871 bis 1874 nach Plänen von Carl Wilhelm Christian Ritter von Doderer auf dem ehemaligen Exerzier- und Paradeplatz (Josefstädter Glacis). Es beherbergte Verwaltungsdienststellen, das Platzkommando, das Büro des Generalartillerieinspektors, das Militär-Appellationsgericht und die Wohnung des Generalstabschefs des Korps der k.u.k. Armee.
Am 12. November 1918 besetzte die kommunistische „Rote Garde“ das Gebäude, das Bundesheer siedelte hier das Heeresinspektorat an (Theodor Körner war bis 1924 Heeresinspektor), ebenso die Brigadekommanden I und II mit dem Wiener Stadtkommandanten. Nach 1938 befand sich hier das Stadtkommando und das Wehrkreiskommando XVII der deutschen Wehrmacht.
1945 wurde das Korpskommandogebäude durch Bomben schwer beschädigt und Ende der 50er Jahre abgebrochen. 1962 bis 1965 wurde auf diesem Areal nach Plänen von Alfred Dreier und Otto Nobis das „Neue Institutsgebäude“ der Universität Wien errichtet.